# Podélný práh

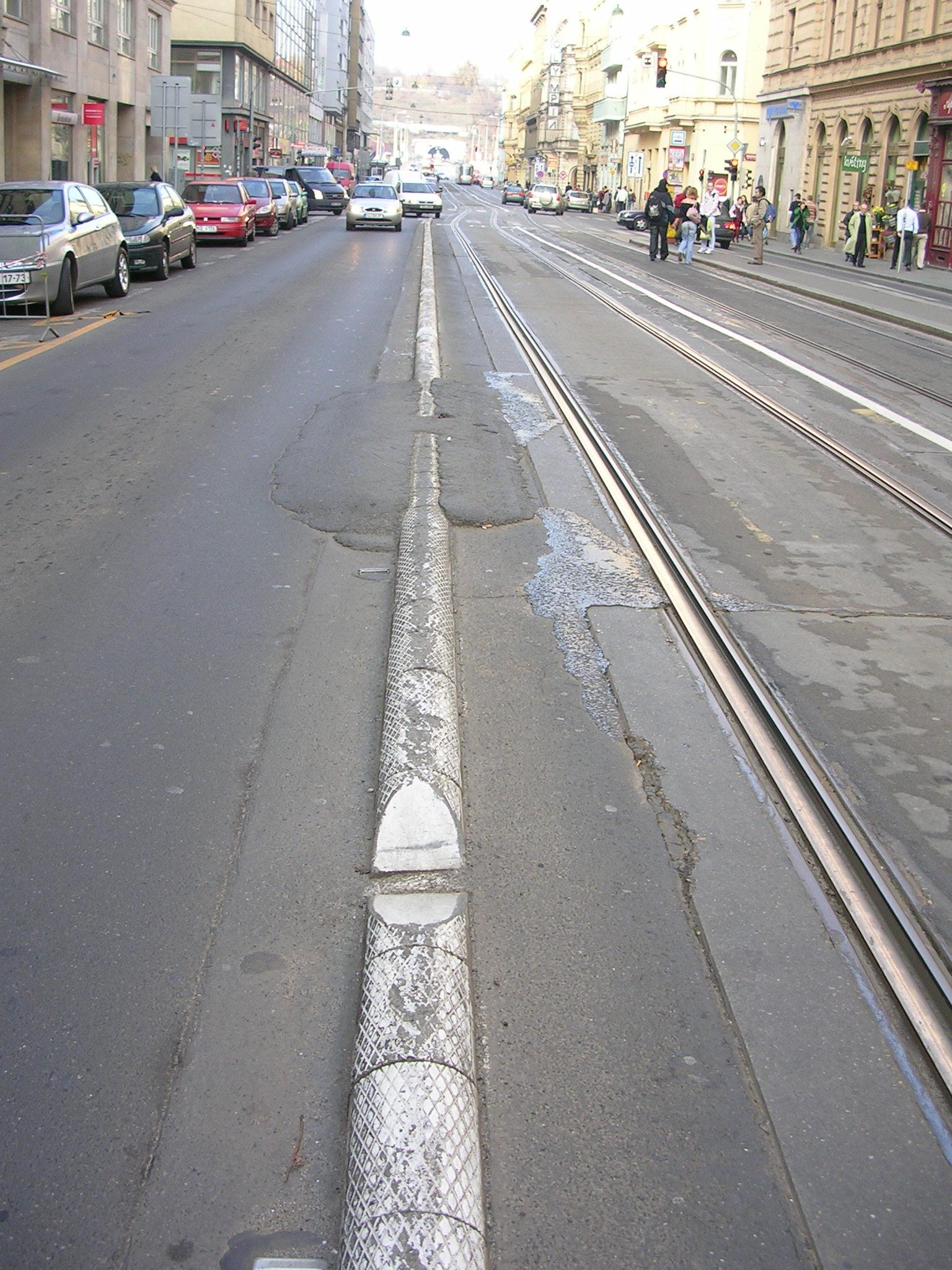
Podélný práh v Revoluční ulici v Praze, na jednom místě improvizovaně upravený k přejíždění silničními vozidly.

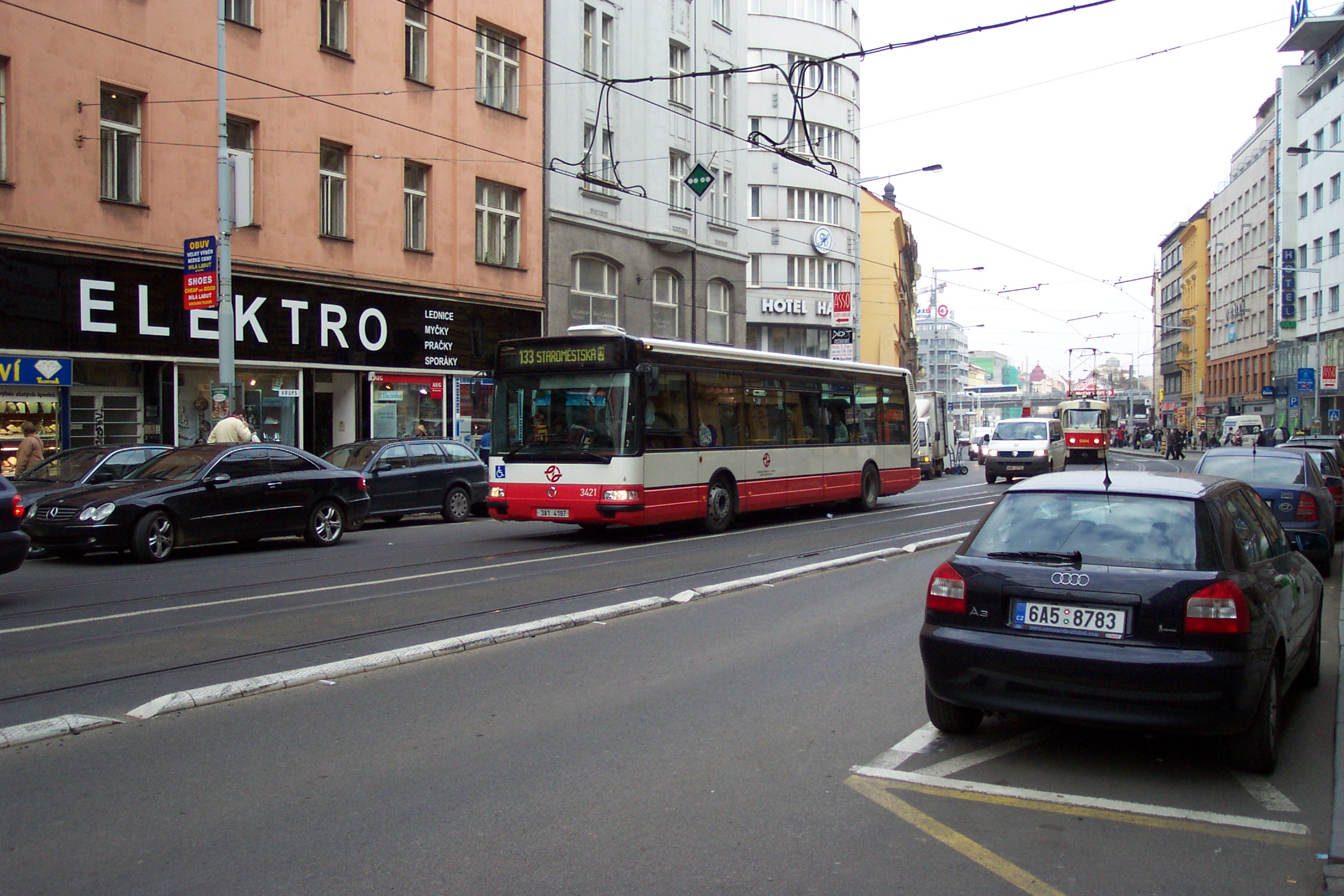
Podélný práh v ulici Na poříčí v Praze

Podélný dělicí práh (v Praze nazývaný slangově bumlíky, ve Vídni nazývaný stuttgartský práh) je betonový nebo kamenný stavební prvek sloužící k fyzickému oddělení vozovky od tramvajového pásu ležícího ve stejné niveletě (v úrovni vozovky). Nezvýšený tramvajový pás tak lze z provozního a legislativního hlediska postavit na roveň zvýšenému tramvajovému pásu. Hlavním důvodem k jeho instalaci je zabránit vjíždění silničních vozidel na tramvajový pás, což může eliminovat zdržení tramvají vlivem automobilové dopravy. Řidičům automobilů je tak ztíženo, aby z nepozornosti nebo nekázně zasahovali vozidlem do průjezdního profilu tramvaje, a usměrněním provozu mimo tramvajový pás je zamezeno vytváření kolon automobilů na tramvajovém pásu. Dalším příznivým efektem je zvýšení bezpečnosti provozu snížením rizika střetu tramvaje se silničním vozidlem a optickým zúžením vozovky, což zvyšuje pozornost řidičů.
Nevýhodou oproti tramvajovému pásu oddělenému jen podélnou čarou souvislou je zhoršení manévrovacích podmínek pro silniční vozidla: ztížení a ohrožení provozu vozidel integrovaného záchranného systému, ztížené objíždění překážky ve vozovce a nemožnost předjíždění ostatních pomalých vozidel, hlavně cyklistů, což má za následek jejich úbytek na těchto komunikacích. Ohrožení spočívá také v riziku přehlédnutí prahu za snížené viditelnosti nebo sněhové pokrývky.
V některých městech a zemích se používá podélný dělicí práh například k oddělení vyhrazeného jízdního pruhu (pro autobusy, pro cyklisty) od ostatního silničního provozu.

## Historie a provedení v Praze
První podélný dělicí práh v pražské tramvajové síti byl zabudován v roce 1996 v Bělehradské ulici před křižovatkou s Anglickou ulicí ve směru od Tylova náměstí. Jedná se o běžný hranatý betonový obrubník zabudovaný do vozovky. Výška prahu je asi 8 cm nad povrchem vozovky, šířka asi 10 cm. Délka tohoto prvního úseku byla kolem 50 metrů. Jedná se o jediný práh tohoto typu v Praze.

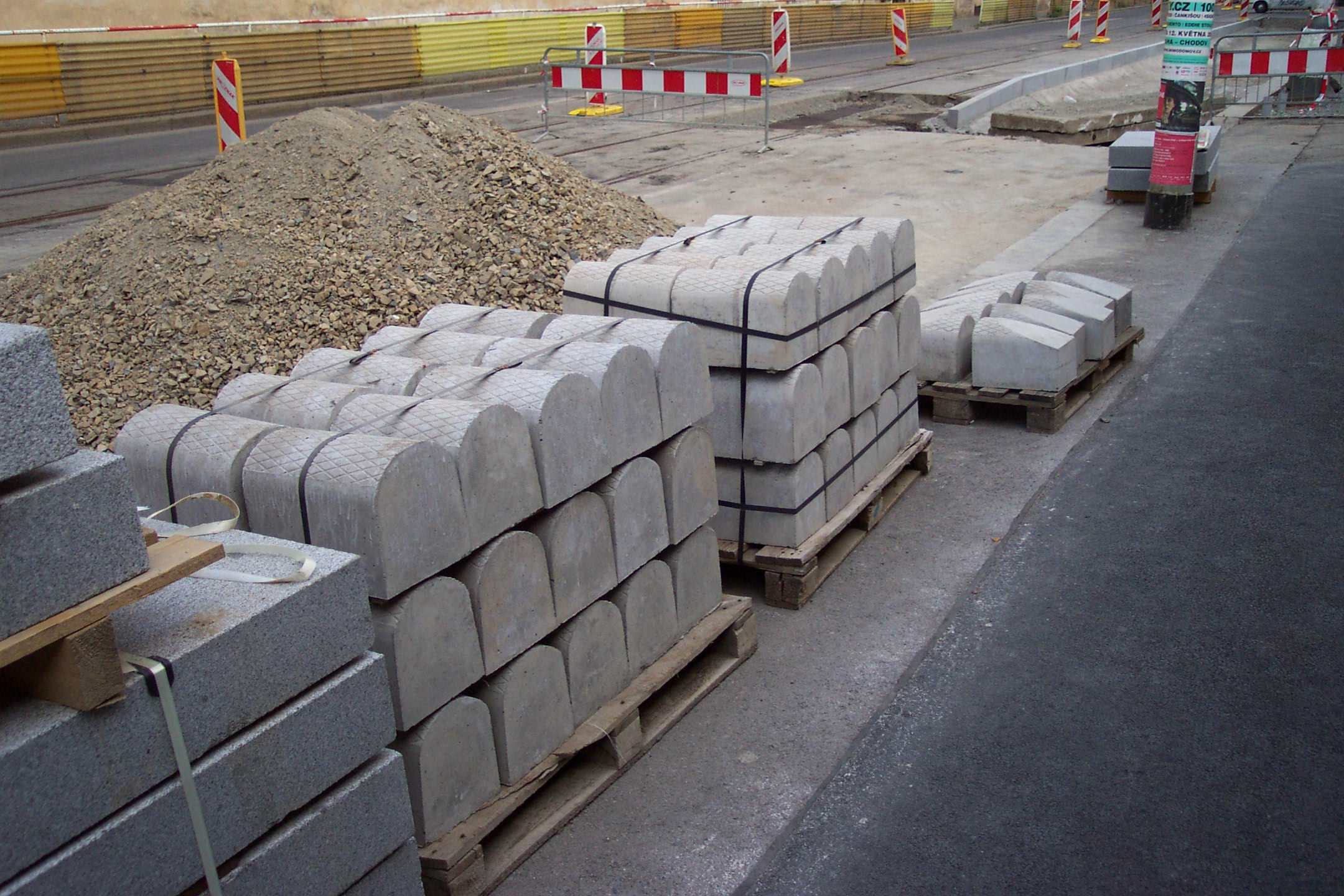
Prefabrikované dílce podélných prahů

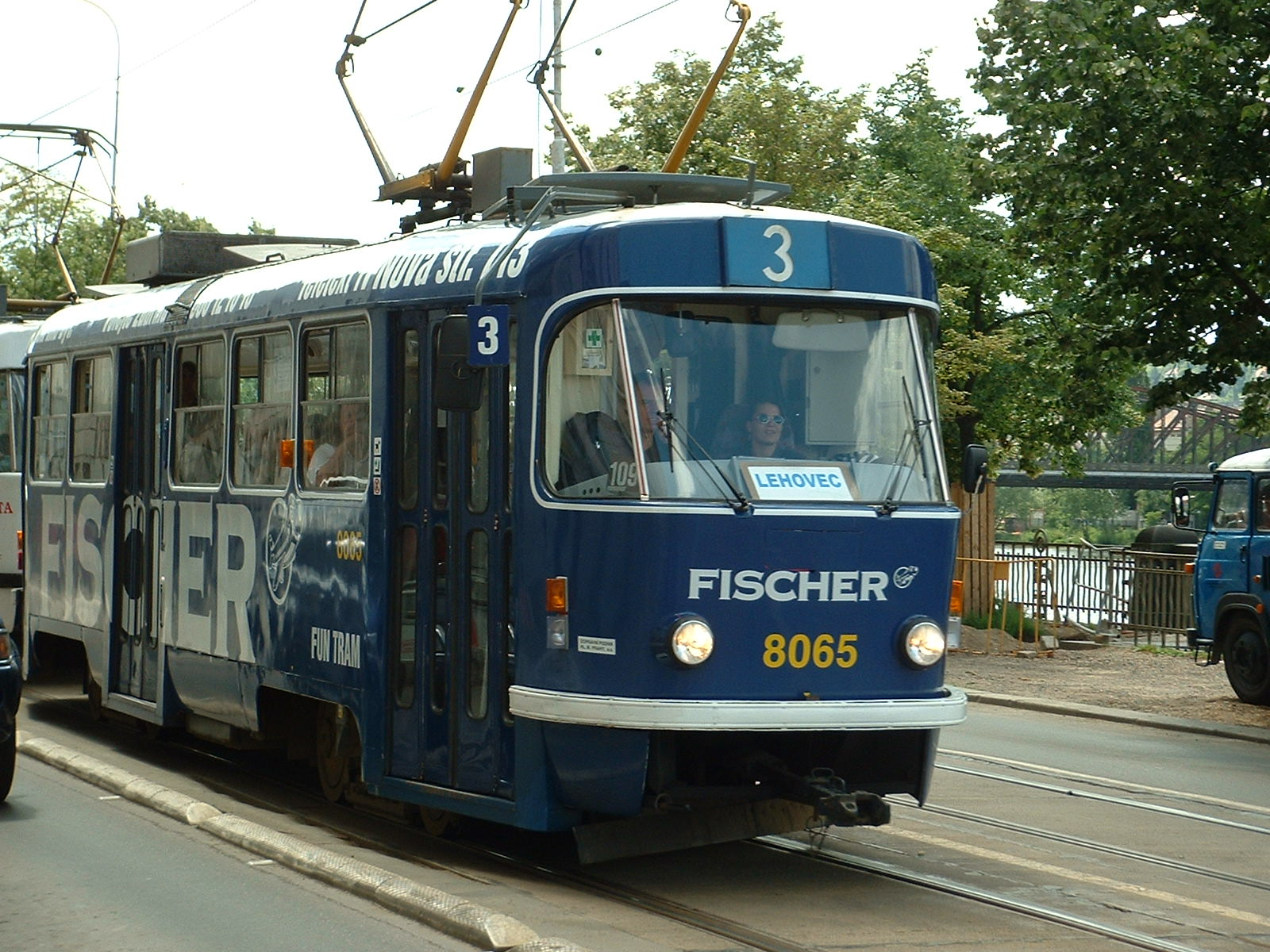
Podélný práh na Rašínově nábřeží na Výtoni v Praze

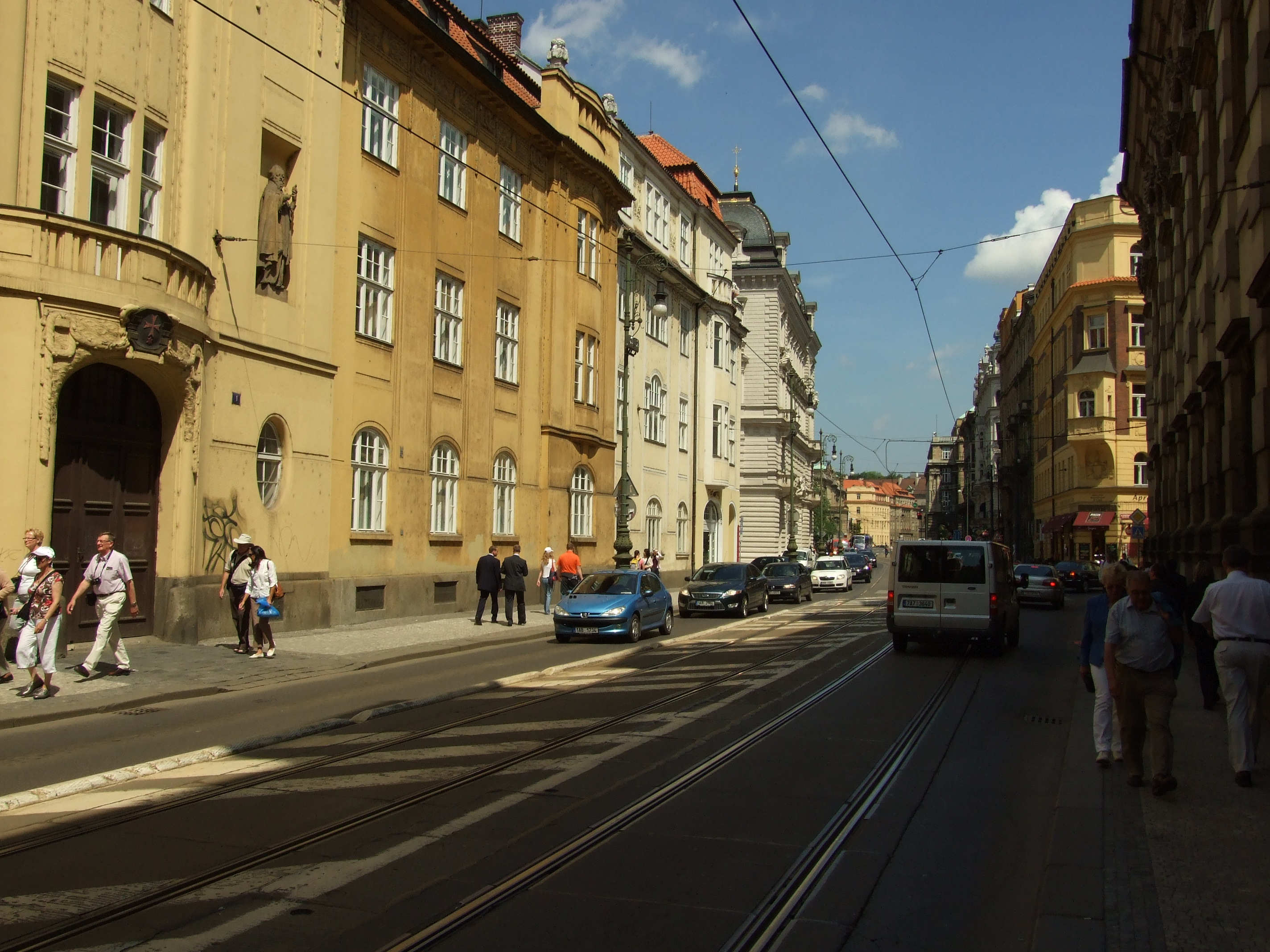
Použití podélného prahu v Křižovnické ulici v Praze

Od roku 1997 začaly být používány prahy s půlkruhovým průřezem, o výšce 9 cm nad povrchem vozovky a šířce 20 cm v místě zapuštění. V roce 1997 se používaly tvarovky typu BEST, které měly hladký povrch a byly z méně odolného materiálu než pozdější typy, a proto se vlivem provozu postupně rozpadávají. Od roku 1998 se používají tvarovky typu SSŽ, které mají protiskluzově profilovaný povrch. Jsou vyrobeny ze stejného betonu jako velkoplošné panely BKV. Od roku 2002 se na komunikacích, kde jsou kritické šířkové poměry, používá užší varianta prahu, typ REMIS, což jsou žulové dílce o výšce 8 cm a šířce 10 cm, dolní část profilu je obdélníková a horní půlkruhová; práh je protiskluzově upraven zdrsněním.
Podélné prahy se vytvářejí z prefabrikovaných tvarovek, které se osazují do betonového lože v podélné rýze ve vozovce. Lze jej osadit tam, kde zůstane volná vozovka o šířce alespoň 3,0 metru.
Od roku 1996 rozsah použití podélných prahů v Praze stále roste. Na konci roku 2008 již činil součet délky úseků 9621 metrů.

## Jiná města
Podélné dělicí pruhy (nazývané Stuttgarter Schwelle, stuttgartský práh) oddělující vozovku od tramvajového pásu se používají i ve Vídni.
V Paříži se ojediněle používá podélný dělicí práh například k oddělení vyhrazeného jízdního pruhu (pro autobusy, pro cyklisty) od ostatního silničního provozu.